# Tetrastichus idothea
Tetrastichus idothea är en stekelart som beskrevs av Walker 1844. Tetrastichus idothea ingår i släktet Tetrastichus och familjen finglanssteklar.
Artens utbredningsområde är Norge. Inga underarter finns listade i Catalogue of Life.